# 张文胜
张文胜（1968年1月—），河南郑州人。1990年7月参加工作，1989年1月加入中国共产党。新疆工学院工业电气自动化专业毕业，对外经济贸易大学工商管理硕士学位。

## 简历
1991年在喀什地区工作。1995年12月，进入自治区党委组织部工作，历任组织处主任科员、工作联络处主任科员、援疆办助理调研员、援疆办副主任、主任、调查研究室（政策法规处）主任（处长）、自治区党委副厅级组织员、区党委组织部部务委员（副厅长级）。
2010年12月，任中共乌鲁木齐市委常委、组织部部长。2015年4月，任中共乌鲁木齐市委副书记、组织部部长。2015年12月，任中共乌鲁木齐市委副书记、政法委书记、组织部部长。2016年9月，任中共乌鲁木齐市委副书记、政法委书记。2017年2月，任中共乌鲁木齐市委副书记、政法委书记、市政协副主席。
2017年3月，任中共吐鲁番市委书记。
2022年6月，任中共新疆生产建设兵团党委常委、副政委，兵团党委组织部部长。